# Strv m/42
Strv m/42 — шведский средний танк периода Второй мировой войны. Разработан фирмой Landsverk AB в 1941—1942 годах на основе лёгкого танка Strv m/40. В 1943—1944 годах было выпущено 2820 Strv m/42 в нескольких вариантах. Танк долгое время составлял основу танкового парка Швеции. В 1956 году Strv m/42 были модернизированы путём установки новой башни с длинноствольной 75-мм пушкой, получив обозначение Strv 74. В таком виде они оставались на вооружении шведской армии до конца 1970-х годов.

## История создания
Strv m/42 возник на основе модификаций LAGO - 16-тонного легкого танка, вооруженного венгерской 45-мм пушкой 37M и тремя пулеметами, выпущенными для венгерской армии в конце 1930-х годов - AB Landsverk, который сам является развитием лёгкого танка Stridsvagn L-60, также произведенного AB Landsverk. Шведская армия заказала более крупный и лучший танк, чем Lago, что привело к созданию Strv m/42 (позже известного как Strv m/42 TM), 22-тонного танка, вооруженного 76,2-мм пушкой L/31, подходящей для борьбы с бронетехникой и легковой техникой. Коробка передач у m/42 TM не работала должным образом, и эти танки были переделаны либо как m/42 TH, либо они получили новую механическую коробку передач и стали называться m/42 TV.
В ноябре 1941 года было заказано 100 Strv m/42. Все машины имели электромагнитную коробку передач. (Strv m/42 TM, T означает два двигателя, а M означает электромагнитную коробку передач). В январе 1942 года было заказано еще 60 Strv m/42. Эта партия была произведена компанией Volvo по лицензии, первые 55 автомобилей были оснащены двумя двигателями Scania-Vabis L/603, а остальные пять были оснащены новым двигателем Volvo A8B. На всех транспортных средствах первая партия электромагнитной коробки передач была заменена новой гидравлической коробкой передач, со всеми этими модификациями однодвигательные автомобили теперь обозначались как Strv m/42 EH (E означает один двигатель, а H означает гидравлическую коробку передач). двухмоторные танки с новой трансмиссией получили обозначение Strv m/42 TH. В июне 1942 года у Landsverk было заказано еще 80, это были 70 m/42 TH и 10 m/42 EH.
С апреля 1943 года по январь 1945 года было поставлено 282 Strv m/42, из которых 180 танков были произведены в Landsverk AB и 102 - в Вольво. Большинство автомобилей, 225 машин, были оснащены двигателями Scania. Остальные 570 танков получили двигатели Volvo. Все произведенные 225 Strv m/42 TH и m/42 TV (все strv m/42 с двумя двигателями Scania-Vabis L/603) были переоборудованы между 1957 и 1960 годами в танки Stridsvagn 74 и машины EH (strv m/42 с одним двигателем Volvo A8B) в машины поддержки пехоты Infanterikanonvagn 73. Башни были повторно использованы в качестве статических орудийных дотов вдоль основных береговых линий, но в основном для защиты гаваней и реже аэродромов.

## Описание конструкции
Strv m/42 имел отделение управления в лобовой, боевое отделение – в средней и моторно-трансмиссионное отделение – в кормовой части машины. Штатный экипаж Strv m/42 состоял из четырёх человек.

## Модификации
- Strv m/42TM (LAGO II) — вариант со спаркой двигателей Scania-Vabis L-603 мощностью 160 л. с. каждый и электротрансмиссией. Выпущено 100 единиц (№ 501—600). Производитель Landsverk AB;
- Strv m/42TH (LAGO III) — вариант со спаркой двигателей Scania-Vabis L-603 мощностью 160 л. с. каждый и гидравлической трансмиссией. Выпущено 125 единиц (№ 601—725). Производители: Landsverk AB — 70, Volvo — 55;
- Strv m/42EH (LAGO IV) — вариант с двигателем Volvo A8B мощностью 380 л. с. и гидравлической трансмиссией. Выпущено 57 единиц (№ 726—782). Производители: Landsverk AB — 10, Volvo — 47.
- Strv m/42DT  — прототип с башней нового образца и механизмом заряжания орудия. Серийно не производился.

## Машины на базе
- Pvkv m/43 — истребитель танков, разработанный в 1943 году. Построено 87 машин;
- Strv m/42-57 — предположительно существовавшая серия проектов по модернизации танка Strv m/42 путём установки новой башни и более мощного орудия.
- Strv 74 — средний танк с новой башней и новым орудием. С 1957 года были переоборудованы все Strv m/42 шведской армии.
- SPJ FM/43-44 — это проект шведской самоходной артиллерийской установки, разработанный в 1943-1944 годах для нужд шведской армии.Оборудованная 75-мм пушкой эта САУ должна была использоваться как противотанковое средство,а так же для поддержки пехоты